# Tulseboda brunn

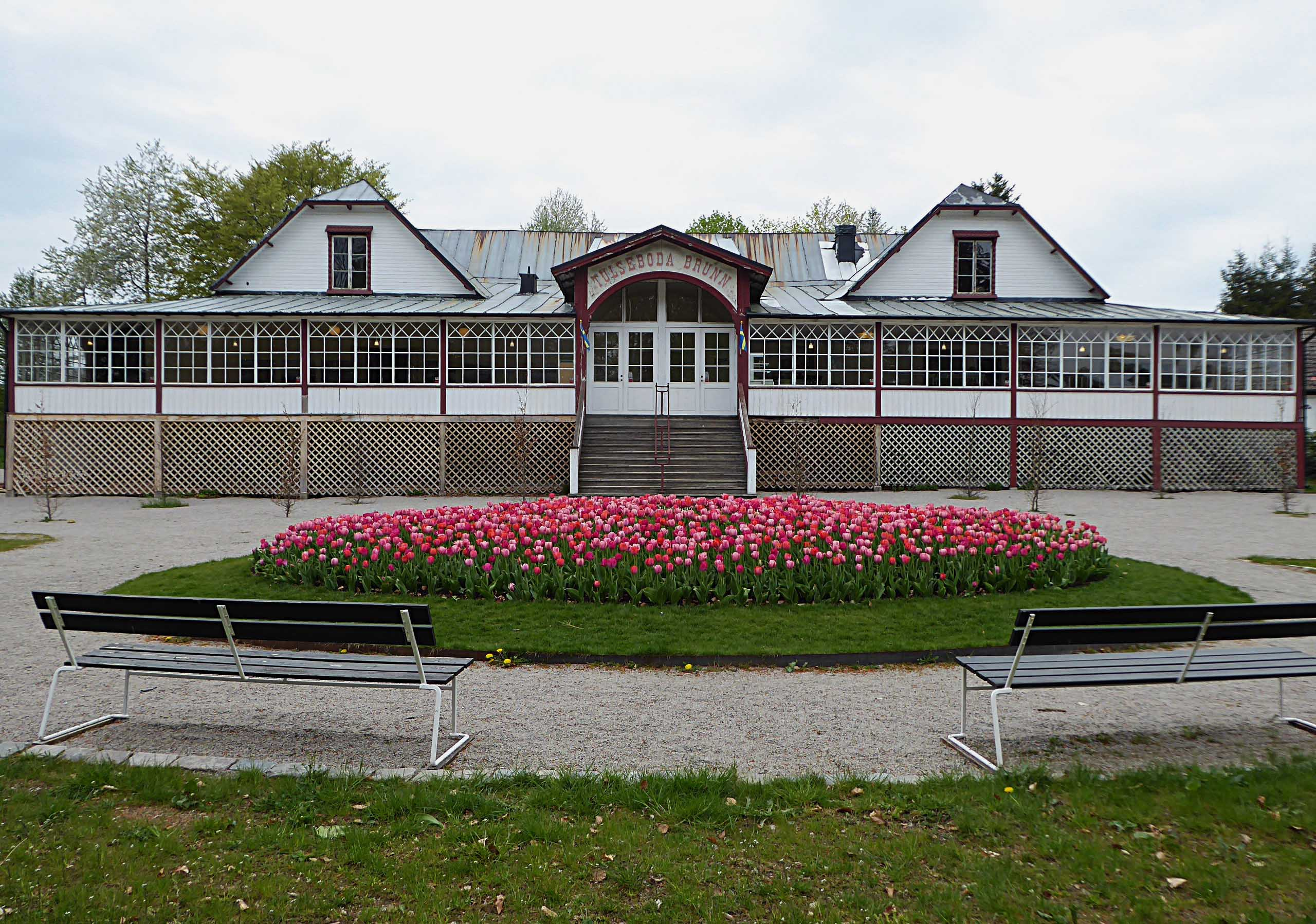
Tulseboda brunn 2019

Tulseboda brunn var förr en välbesökt kurort  i Kyrkhult i Olofströms kommun.
Tulseboda Brunns- och Badhus AB bildades 1877 och det första riktiga varmbadhuset stod färdigt 1880 vid Fornebodasjön, dåvarande Gårdsjön. Där byggdes även ett mindre kallbadhus och en liten sjukstuga. Själva hälsokällan är belägen ca 2 km öster om samhället. Där uppfördes en sexkantig paviljong. Över källan finns idag en nyare sexkantig paviljong uppförd 1975.
År 1894 uppfördes restaurangbyggnaden några hundra meter från Kyrkhults kyrka. Även en ny vattenpaviljong uppfördes vid restaurangen. 1898 byggdes Läkarvillan som bostad och mottagning för brunnsläkaren. Läkarvillan inrymmer sedan 1982 Kyrkhults hembygdsmuseum.
År 1903 byggdes nytt varmbadhus, ny sjukstuga och ny panncentral vid Södersjön i anslutning till brunnsparken.
Vid Södersjön byggdes även ett kallbadhus. 1906 byggdes Turisthotellet.
Tulseboda Brunns glansperiod var tiden omkring 1900-1915 då antalet inskrivna brunnsgäster kunde uppgå till omkring 700 personer årligen. Varmbadhuset användes till och med år 1953. De flesta av brunnsbyggnaderna har rivits, varmbadhuset 1960 och sjukstugan 1971,men restaurangbyggnaden, Turisthotellet och Läkarvillan finns bevarade, liksom hälsokällan.
Tulseboda Brunn ägs idag av Måns Areskoug. Byggnaden genomgick omkring år 2007 en ordentlig renovering efter ett flertal år i stort förfall.
Idag bedriver Måns Areskoug bland annat en cirkusskola här. Lokalerna hyrs också ut till familjefester m.m. Lunchservering på ena verandan.
Brunnsparken genomgick 2017-2021 en upprustning och uppsnyggning. 2019 fick parken årets kommunpris av Föreningen Sveriges stadsträdgårdsmästare. Tulsebodaparken är också nominerad till europeiska utmärkelsen ELCA Trend Award.
Vid Södersjön har anlagts en brygga, sponsrad av enskilda och företag. Där finns också en ny grillplats och en populär ställplats för husbilar.